# Station Hervest-Dorsten
Station Hervest-Dorsten is een spoorwegstation in de Duitse plaats Dorsten.   